# یخسار گرینلند
یخسار گرینلند (به گرینلندی: Sermersuaq) پهنه‌ای وسیع از یخ است که حدود ۸۰٪ مساحت گرینلند را به وسعت ۱٬۷۱۰٬۰۰۰ کیلومتر مربع می‌پوشاند.
یخسار گرینلند پس از یخسار جنوبگان دومین پهنه یخی بزرگ دنیاست. این یخسار در راستای شمالی-جنوبی حدود ۲۰۰۰ کیلومتر درازا دارد و بیشترین پهنای آن در نزدیکی کناره شمالی آن در مدار ۷۷ درجه شمالی به ۱۱۰۰ کیلومتر می‌رسد. میانگین فرازا (ارتفاع) این پهنه یخی ۲۱۳۵ متر است. ستبرای این یخسار در بیشتر نقاط بیش از ۲ کیلومتر و در ضخیم‌ترین نقطه بیش از ۳ کیلومتر است.